# MAP3K8
MAP3K8 («митоген-активируемая белковая киназа киназы киназы 8»; англ. mitogen-activated protein kinase kinase kinase 8, TAK1 ) — цитозольная серин/треониновая протеинкиназа семейства MAP3K, компонент нескольких сигнальных путей, регулирующих воспаление и иммунитет.

## Функции
Относится к семейству серин/треониновых протеинкиназ. Способна активировать как ERK1/2, так и p38 MAP киназы. Активирует IκB киназу и таким образом участвует в продукции NF-κB. MAP3K8 также стимулирует продукцию TNF и интерлейкина 2 в процессе активации T-лимфоцитов.

## Взаимодействия
MAP3K8 взаимодействует с AKT1, CHUK, NFKB2, NFKB1, C22orf25  и TNIP2..